# Epagomene
Die Epagomenen sind Zusatztage, die jedes Jahr in einem Kalender zusätzlich zu den Monaten eingefügt werden, um die Länge des Sonnenjahres von 365 (bzw. in einem Schaltjahr 366) Tagen zu erreichen. Das ermöglicht Kalendersysteme, bei denen z. B. alle Monate (bzw. die ihnen vergleichbaren Jahresabschnitte) die gleiche Länge aufweisen. Die Epagomenen können auch zu einem „Extramonat“ oder „Zusatzmonat“ mit eigenem Namen zusammengefasst sein.

## Ägypten
Ursprünglich wurden nur fünf Tage angehängt, was den Kalender durch das Sonnenjahr rotieren ließ (Wandeljahr), später mit Einführung eines vierjährigen Schaltzyklus wurde in Schaltjahren ein sechster Epagomene als Schalttag hinzugefügt.
- Die Ägypter nannten die Epagomenen im ägyptischen Verwaltungskalender Heriu-renpet.
- Im koptischen Kalender werden auch fünf bzw. sechs Epagomenen angehängt.
- Im äthiopischen Kalender wurden ebenfalls 12 Monate zu je 30 Tagen am Jahresende um fünf bzw. sechs Epagomenen ergänzt.

## Vorderasien
- Zoroastrischer Kalender

## Mesoamerika
Der Mesoamerikanische Kalender hat 18 Jahresabschnitte zu je 20 Tagen. Danach wurden immer fünf Tage hinzugefügt, was ebenfalls zu einem Wandeljahr führte. Anstelle eines Schaltzyklus wurde die Lange Zählung entwickelt.
- Im Maya-Kalender, dem Haab, sind die fünf Epagomene im Zusatzmonat Uayeb („namenlos“) zusammengefasst.
- Im aztekischen Kalender gab es ebenfalls fünf Epagomene am Ende des Jahres.

## Bahá'í-Kalender
Der Bahá'í-Kalender besteht aus 19 Monaten zu je 19 Tagen, sodass sich eine Differenz von vier bzw. fünf Tagen zur Länge des Sonnenjahrs ergibt.
- Der ursprünglich vom Báb entwickelte Kalender sah zum Ausgleich dieser Differenz vier bis fünf Epagomenen vor, machte jedoch noch keine konkrete Angabe darüber, an welcher Stelle im Kalender sie einzufügen seien.[1]
- Der Religionsstifter der Bahá'í, Bahá'u'lláh, legte diese Tage, die er nun Ayyám-i-Há nannte, zwischen den vorletzten (Mulk) und den letzten ('Alá) Monat des Jahres.[2] Sie sind besonders der Gastfreundschaft und dem Schenken gewidmet.[3]

## Französische Revolution
- Im republikanischen Kalender des revolutionären Frankreich sind dies die Sansculottiden.

## Kalenderentwürfe
- Im Positivisten-Kalender steht der letzte Tag des Jahres als Totengedenktag außerhalb von Woche und Monat. In Schaltjahren kommt noch der Schalttag hinzu.
- Ähnlich ist es beim Internationalen Ewigen Kalender und beim Weltkalender, hier steht der Schalttag jedoch in der Mitte des Jahres.
- Alternativ wird auch eine Schaltwoche verwendet.